# Casinaria granulicoxis
Casinaria granulicoxis är en stekelart som först beskrevs av André Seyrig 1935.  Casinaria granulicoxis ingår i släktet Casinaria och familjen brokparasitsteklar. Inga underarter finns listade.